# Francesco Pianta
Francesco Pianta, o come si firmava egli stesso Franciscus Planta Iunior, passato all'italiano come Francesco Pianta il Giovane o junior (Venezia, 1634 – Venezia, 27 novembre 1692), è stato un intagliatore italiano cittadino della Repubblica di Venezia.

## Biografia
Nacque a Venezia nella parrocchia di San Samuele da Alvise e Iseppa Cassani in una famiglia di intagliatori: anche il nonno paterno, Francesco, e gli zii, Antonio e Alessandro, lo erano. Proprio dagli zii dovette apprendere il mestiere in quanto il padre Alvise era morto prematuramente nel 1640.

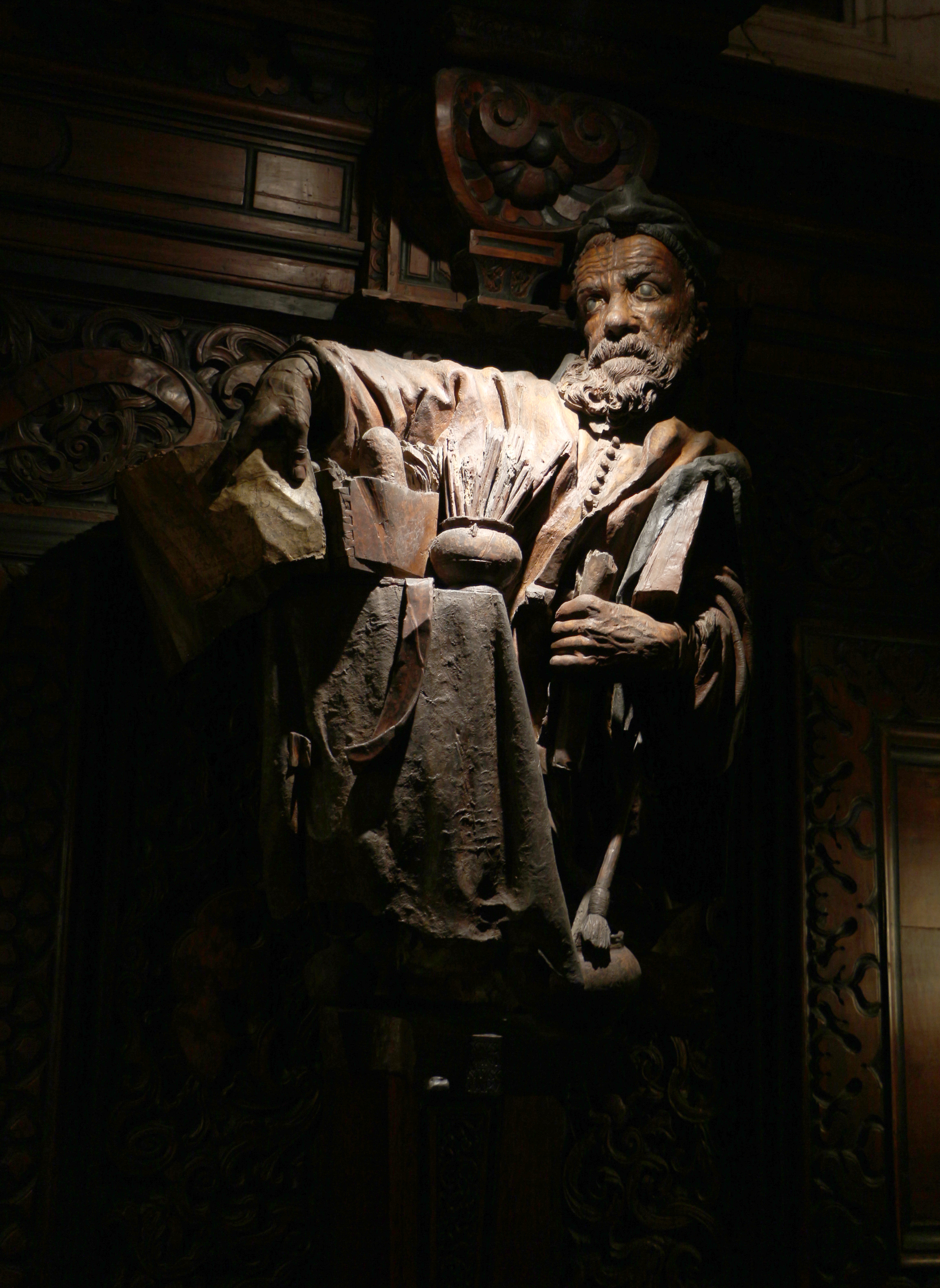
Tintoretto difensore della Pittura, sala capitolare della Scuola Grande di San Rocco, Venezia

Già poco più che ventenne l'artista risulta proprietario di una bottega e iscritto all'arte degli intagliatori, nella quale egli spesso verrà eletto come rappresentante. Scultore in legno apprezzato alla sua epoca sia per l'abilità tecnica che per le sofisticate simbologie di alcune sue opere passò poi nell'oblio riservato agli scultori barocchi, per ritrovare infine l'attenzione della critica nel Novecento avanzato. 
L'interesse maggiore è stato rivolto solo a due delle poche opere note: l'esteso ciclo dei dossali nella sala capitolare della Scuola Grande di San Rocco, e la cassa del grande orologio nella sagrestia della Basilica dei Frari. Altre probabili opere sono ancora sottoposte al vaglio delle proposte attributive. Di altre due: una statua lignea dipinta di San Giovanni da Capestrano e una di Santa Chiara, oggi perdute, rimangono solo le testimonianze indirette. È possibile anche che una parte della sua attività fosse dedicata alla produzione di vario mobilio. Attività che comunque gli consenti di raggiungere una certa agiatezza economica. I suoi beni, non avendo avuto figli, saranno lasciati ai nipoti, in opere di carità e alla Scuola degli intagliatori. Nel suo testamento si elencano: una scultura lignea, pochi effetti personali e una cinquantina di volumi comprendente, oltre all'Iconologia di Cesare Ripa, testi classici, religiosi, sull'ermetismo e l'alchimia: cosa piuttosto eccezionale a quel tempo per chi era considerato solo un abilissimo artigiano.

## Opere
La boiserie di San Rocco, che lo vide impegnato per quasi dieci anni dal 1657, ha particolarmente incuriosito la critica novecentesca. Per primo, nel 1937, Giuseppe Marchiori definì l'artista: «surrealista», poi Mario Praz lo ricondusse all'iconologia, sebbene ritenesse queste sculture, per tanti versi, sovversive. In realtà il Pianta si dedicava a rielaborare con altre simbologie, e quindi con altri messaggi da interpretare, le definizioni del Ripa. Queste allegorie sono annunciate dalle lunga «pergamena» scolpita con la statua di Mercurio. Ad essa seguono e si alternano, tra luce e oscurità, alcune sculture simboleggianti il percorso intimo dell'artista destinato soprattutto ai confratelli. Non soltanto il Pianta si ritrae come Cicerone in difesa della scultura, ma anche - cosa inconsueta - firma tutte le singole sculture. Come atto di umiltà rappresenta anche il Tintoretto in difesa della pittura, pienamente conscio del ciclo pittorico con cui è obbligato a confrontarsi.

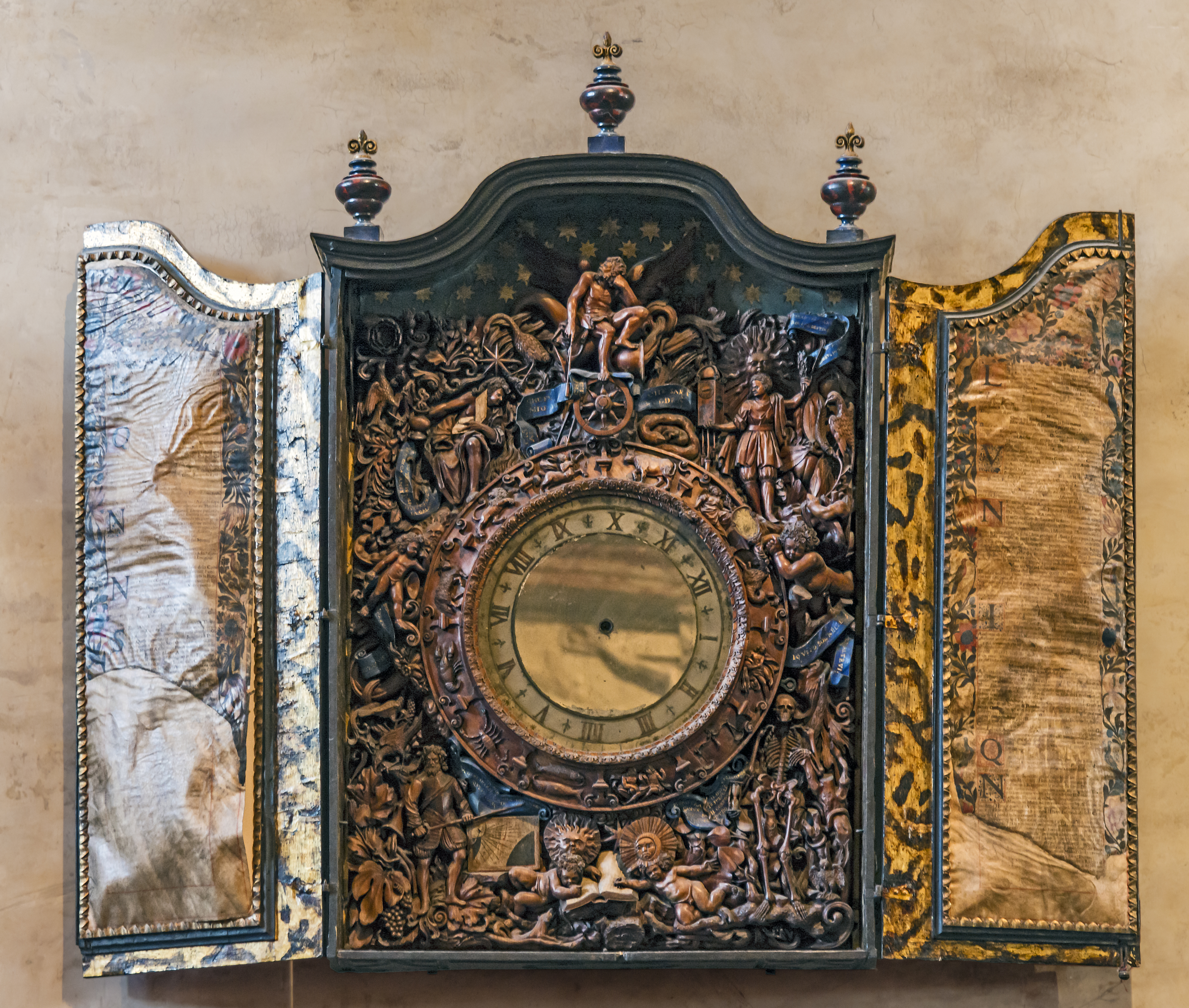
Orologio di Stefano Panata con la cassa scolpita da Francesco Pianta, sagrestia di Santa Maria Gloriosa dei Frari

Molto più piccola ma ugualmente interessante è la cassa dell'orologio di Stefano Panata con l'intricata figurazione destinata a ricordare il timore del tempo che scorre: «i trionfi d’un tiranno dei quali tu stesso ogni momento ne fai la prova» come il Pianta ricorda nell'iscrizione nascosta dietro le portelle.

## Galleria d'immagini

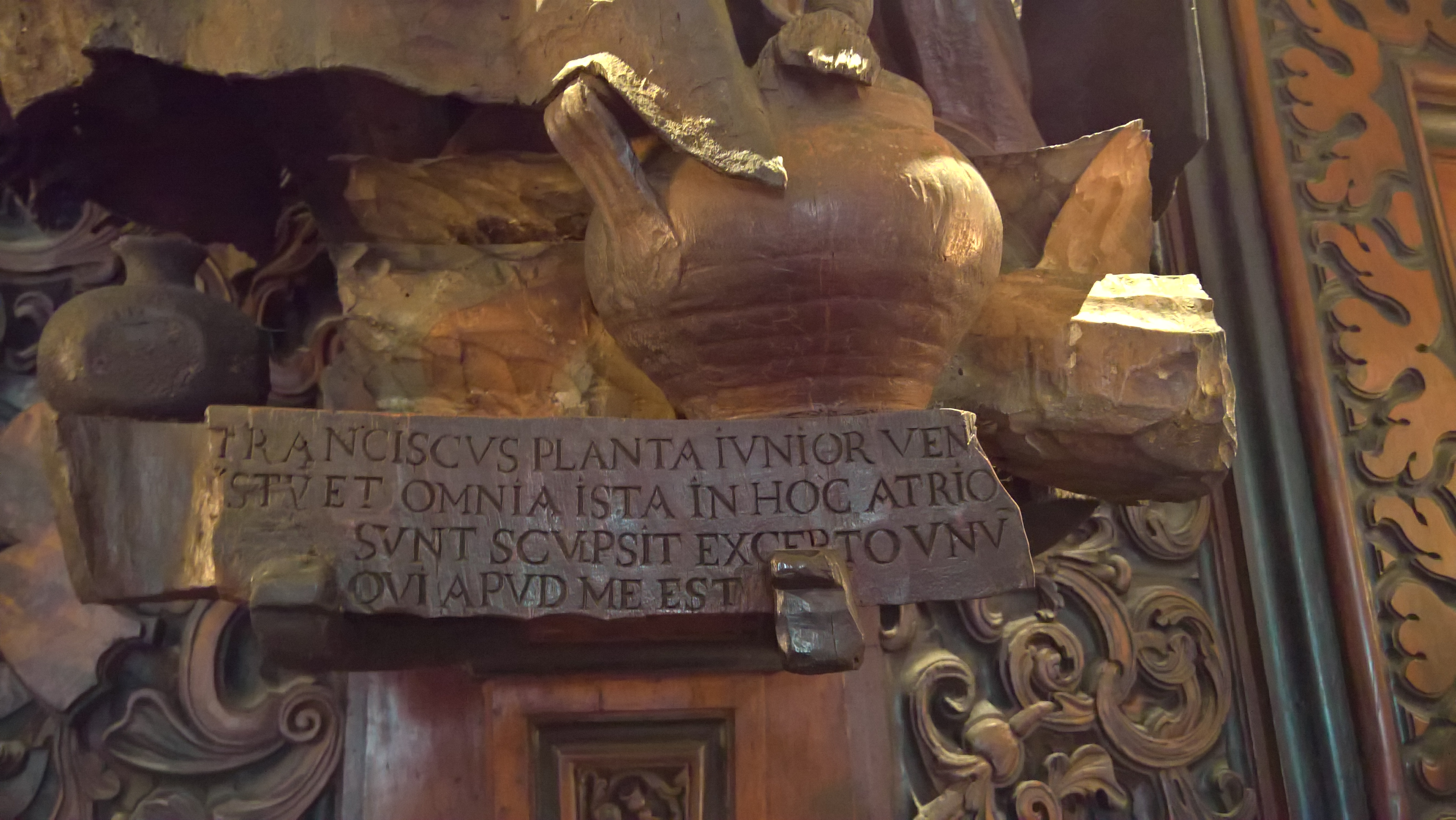
firma
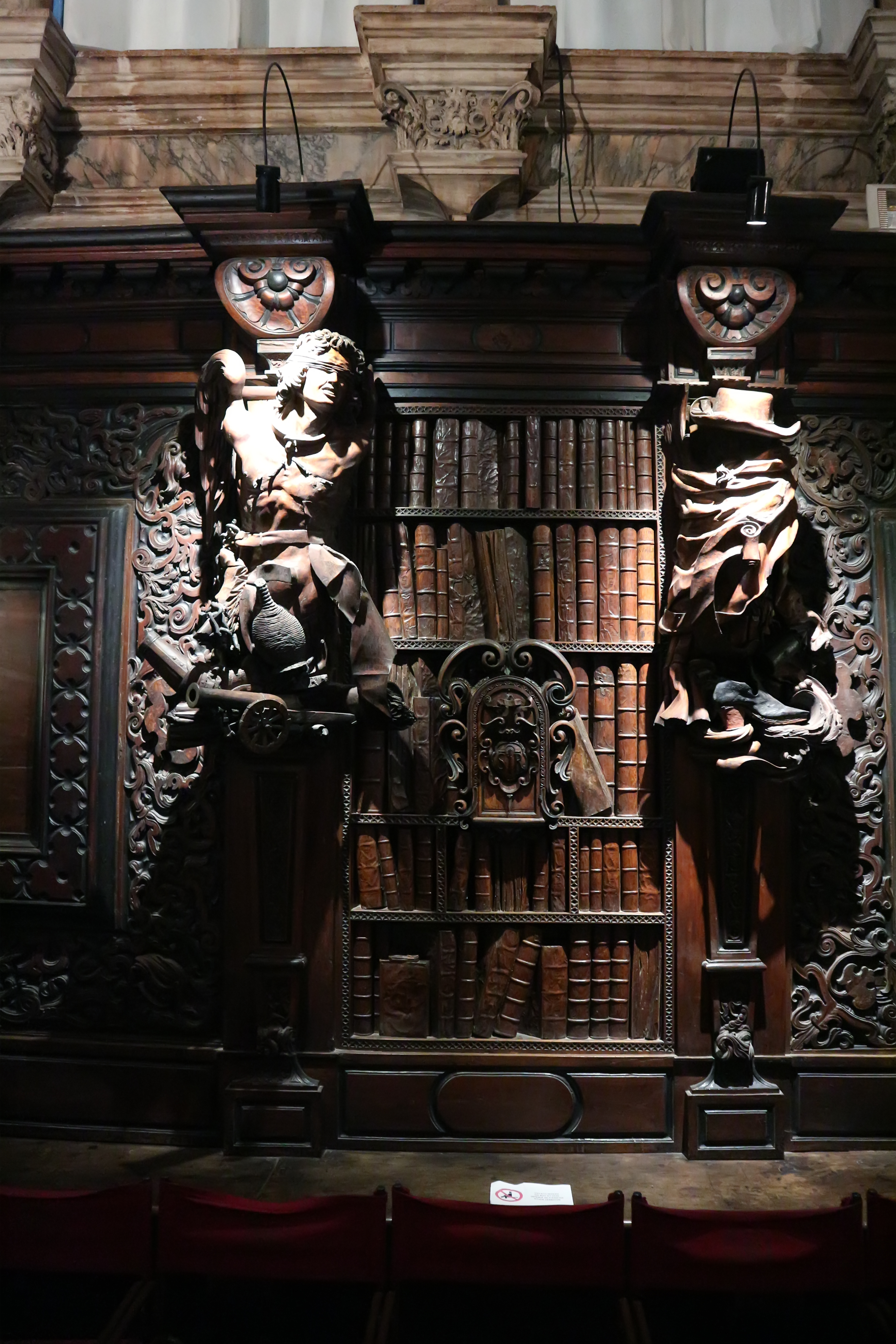
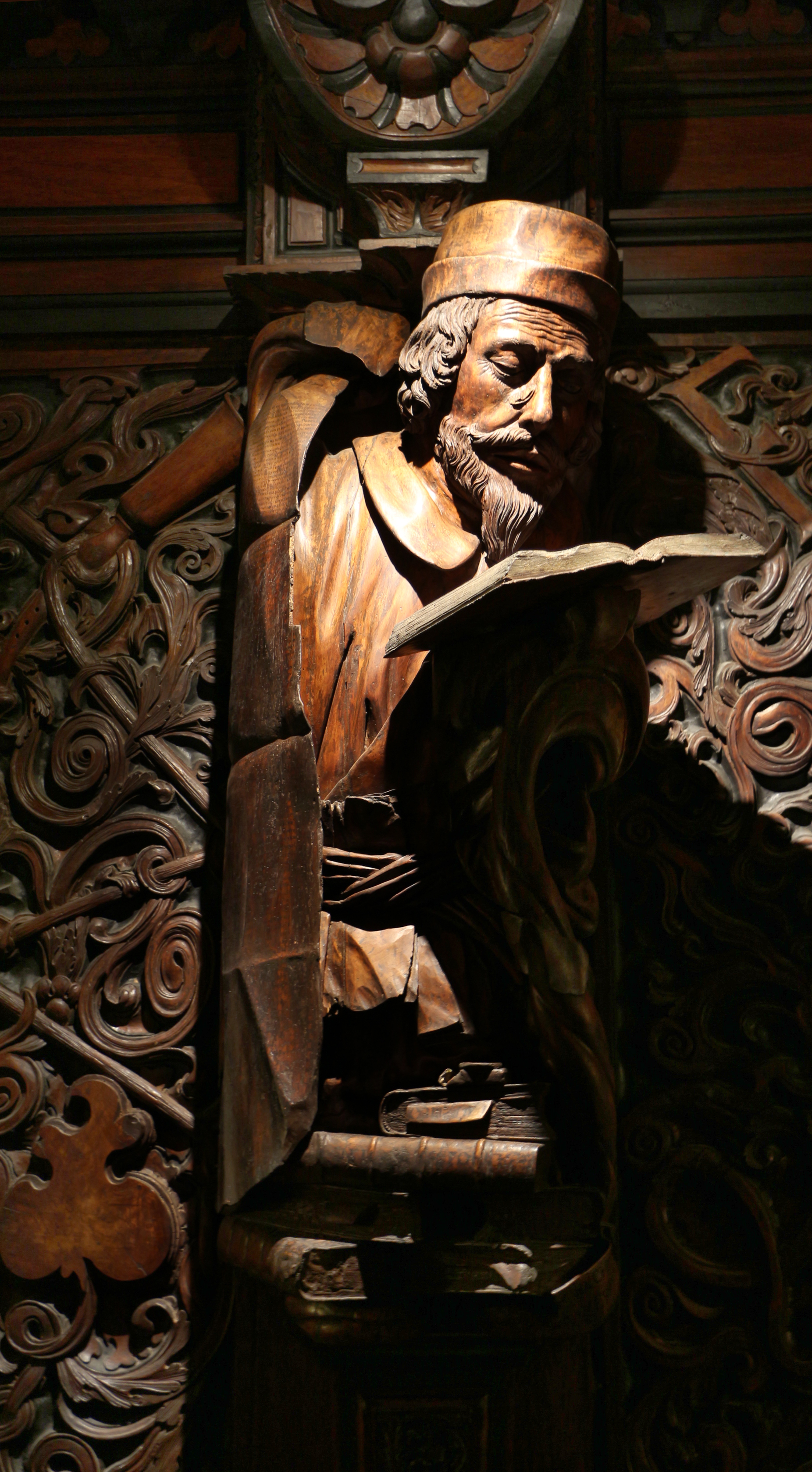
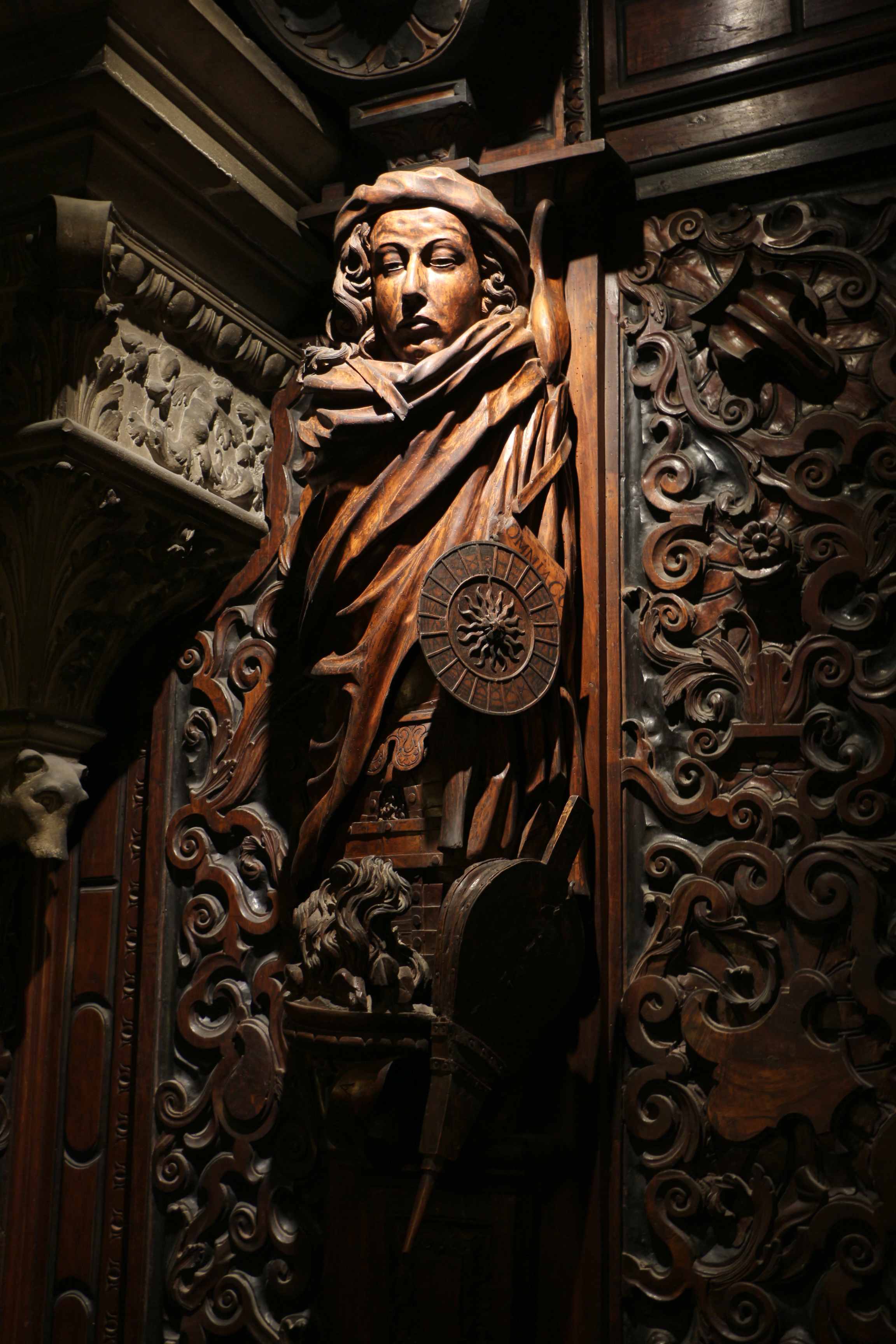
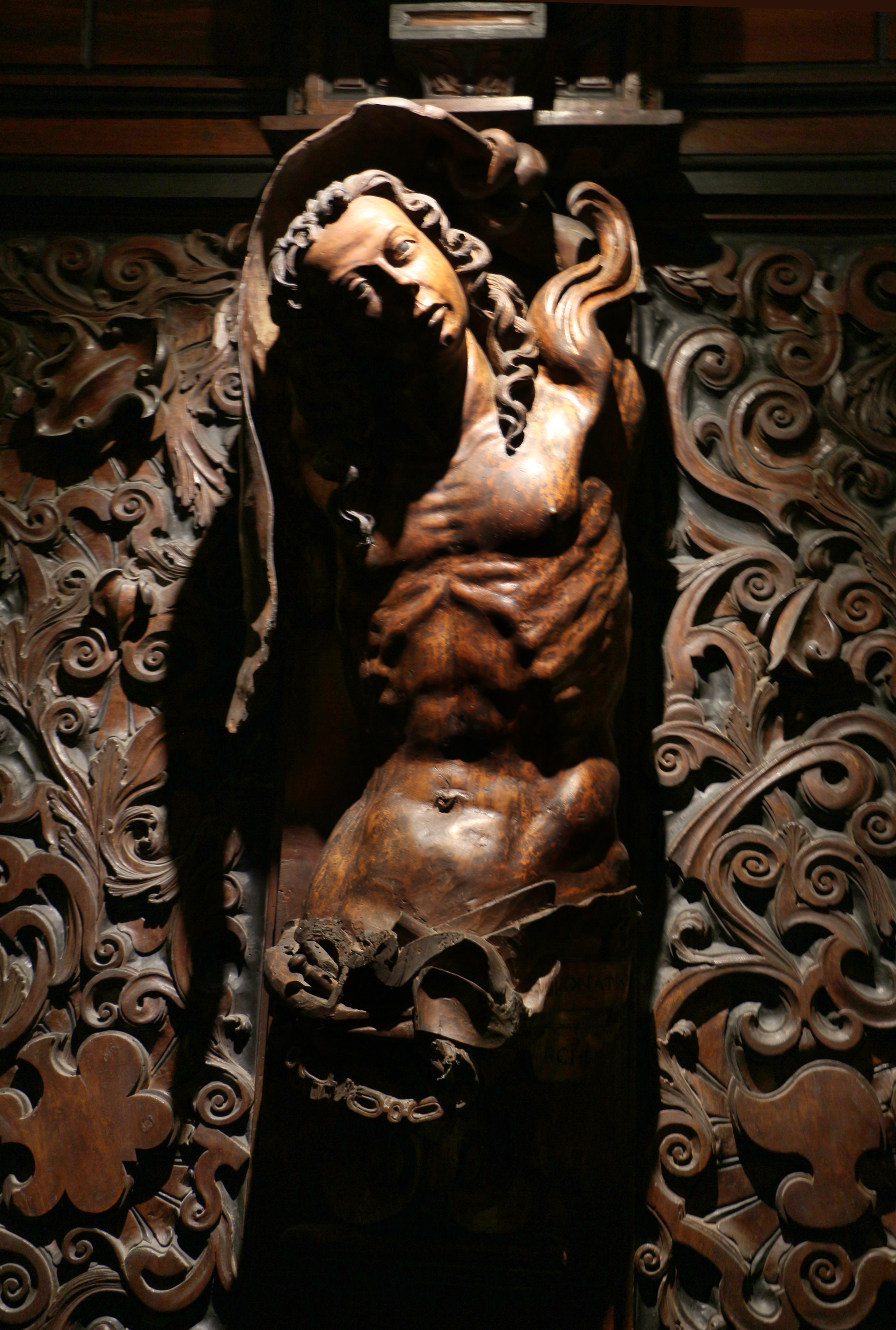
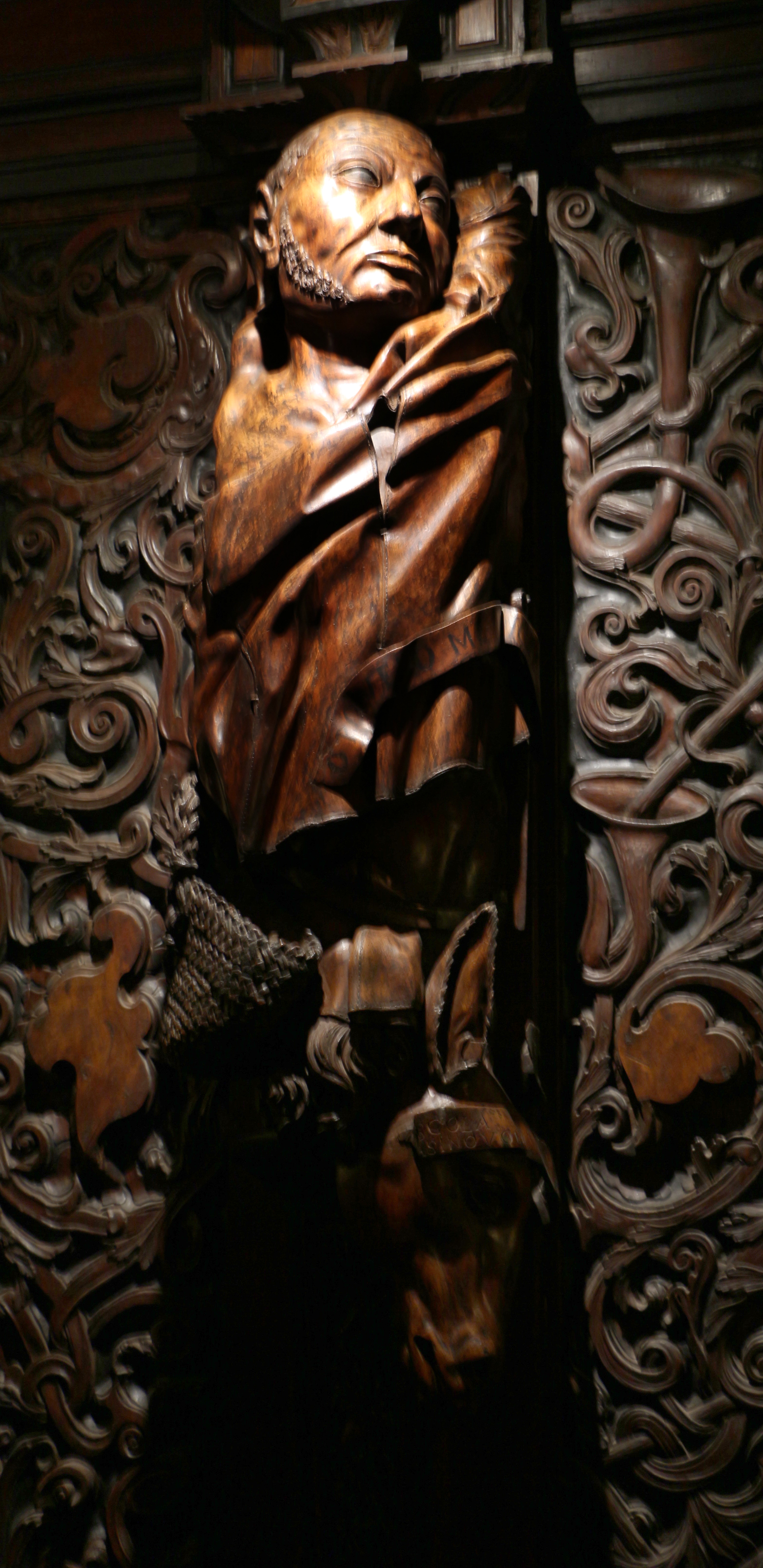